# Seljalandsfoss
De Seljalandsfoss is een van de bekendste watervallen van IJsland die op vele foto's en kalenders wordt afgebeeld. Deze 65 meter hoge waterval in het zuiden van IJsland ligt vlak aan de ringweg. Bovendien ligt hij aan de route naar Þórsmörk, én is het mogelijk om op een glibberig pad achter de waterval langs te lopen. Net als de 15 kilometer verderop liggende Skógafoss stroomt de Seljalandsfoss over wat eens de kliffen van de voormalige IJslandse kustlijn waren.
In de directe omgeving van de Seljalandsfoss liggen nog een paar watervallen, waarvan de Gljúfrafoss vaak als de mooiste wordt gezien omdat die in een half verscholen kloof valt. Niet te verwarren met de Gljúfursárfoss (kloofrivierwaterval) die te vinden is in het oosten van IJsland.
De Seljalandsfoss is de enige waterval in IJsland die 's nachts verlicht is. Staand bij de Seljalandsfoss heb je bij helder weer een goed uitzicht op de Westman-eilanden. Ongeveer 10 kilometer naar het oosten ligt de kleine waterval Írárfoss.